# Demografia Trynidadu i Tobago
Ten artykuł jest o demograficznych cechach populacji Trynidadu i Tobago, w tym o gęstości zaludnienia, pochodzeniu etnicznym, poziomie edukacji, zdrowiu publicznym, ekonomicznym statusie, przynależności religijnej i innych aspektach ludności.

## Ludność
Ogólna liczba ludności w Trynidadzie i Tobago według spisu z 2011 roku wynosiła 1 328 019, wzrost o 5,2% w stosunku do spisu z 2000 roku.
Według rewizji danych World Population Prospects z 2012 szacowana populacja wynosiła w 2010 roku 1 328 000 w porównaniu z tylko 646 000 w 1950 roku. Udział dzieci w wieku do 15 lat w 2010 r. wyniósł 20,7%, 71% osób było między 15 a 65 rokiem życia, a 8,3% 65 lat lub starszych.
| Rok  | Ogólna liczba ludności (× 1000) | Udział w wieku 0–14 lat (%) | Udział w wieku 15–64 lat (%) | Udział w wieku 65+ (%) |
| ---- | ------------------------------- | --------------------------- | ---------------------------- | ---------------------- |
| 1950 | 646                             | 39,9                        | 56,1                         | 4,0                    |
| 1955 | 740                             | 42,2                        | 54,2                         | 3,7                    |
| 1960 | 848                             | 42,8                        | 53,7                         | 3,5                    |
| 1965 | 912                             | 43,4                        | 53,2                         | 3,4                    |
| 1970 | 946                             | 41,4                        | 54,3                         | 4,2                    |
| 1975 | 1 011                           | 37,6                        | 57,5                         | 4,8                    |
| 1980 | 1 085                           | 34,0                        | 60,6                         | 5,5                    |
| 1985 | 1 171                           | 34,3                        | 60,2                         | 5,6                    |
| 1990 | 1 222                           | 33,6                        | 60,7                         | 5,8                    |
| 1995 | 1 255                           | 30,8                        | 63,2                         | 6,1                    |
| 2000 | 1 268                           | 25,6                        | 67,9                         | 6,5                    |
| 2005 | 1 297                           | 21,8                        | 70,9                         | 7,2                    |
| 2010 | 1 328                           | 20,7                        | 71,0                         | 8,3                    |

### Struktura ludności[3]
| Grupa wiekowa | Mężczyźni | Kobiety | Łącznie   | %     |
| ------------- | --------- | ------- | --------- | ----- |
| Total         | 666 305   | 661 714 | 1 328 019 | 100   |
| 0–4           | 47 847    | 46 274  | 94 121    | 7,09  |
| 5–9           | 46 379    | 44 952  | 91 330    | 6,88  |
| 10–14         | 44 953    | 43 010  | 87 963    | 6,62  |
| 15–19         | 49 709    | 48 670  | 98 378    | 7,41  |
| 20–24         | 57 407    | 56 833  | 114 240   | 8,60  |
| 25–29         | 62 268    | 61 250  | 123 517   | 9,30  |
| 30–34         | 53 897    | 51 683  | 105 580   | 7,95  |
| 35–39         | 46 862    | 45 677  | 92 538    | 6,97  |
| 40–44         | 43 491    | 42 672  | 86 163    | 6,49  |
| 45–49         | 48 685    | 47 429  | 96 113    | 7,24  |
| 50–54         | 43 981    | 43 203  | 87 184    | 6,56  |
| 55–59         | 36 719    | 36 496  | 73 215    | 5,51  |
| 60–64         | 29 645    | 29 002  | 58 647    | 4,42  |
| 65–69         | 21 582    | 23 055  | 44 639    | 3,36  |
| 70–74         | 14 209    | 16 079  | 30 289    | 2,28  |
| 75–79         | 9 286     | 11 463  | 20 750    | 1,56  |
| 80+           | 9 384     | 13 966  | 23 351    | 1,76  |
| Grupa wiekowa | Mężczyźni | Kobiety | Łącznie   | %     |
| 0–14          | 139 179   | 134 236 | 273 415   | 20,59 |
| 15–64         | 665 472   | 462 915 | 935 580   | 70,45 |
| 65+           | 54 461    | 64 563  | 119 024   | 8,96  |

Z powodu spadku liczby urodzeń, udział dzieci w wieku do 15 lat maleje, a udział osób starszych rośnie. Średni wiek wzrósł z 21,6 w 1980 roku, do 24,1 w 1990 roku, do 28,1 w 2000 roku i do 32,6 w 2011 roku.
Szacowana średnioroczna liczba ludności w 2014 roku wynosiła 1 344 000 (scenariusz średniego poziomu urodzeń prognozy World Population Prospects z 2012 roku).

### Emigracja
Emigracja z Trynidadu i Tobago, tak jak i z innych krajów karaibskich, historycznie zawsze była wysoka. Większość emigrantów wyjeżdża do USA, Kanady i Wielkiej Brytanii. Emigracja trwa, choć z niższymi wskaźnikami, nawet od czasu, gdy liczba urodzeń drastycznie spadła do poziomów charakterystycznych dla rozwiniętych krajów. W dużej mierze dzięki temu zjawisku, począwszy od 2011 roku, w Trynidadzie i Tobago obserwuje się niskie tempo wzrostu ludności (0,48%).

## Statystyka urodzeń i zgonów[4][5][6]
| Rok  | Średnia populacja (× 1000) | Urodzenia żywe | Zgony  | Przyrost naturalny | Współczynnik urodzeń żywych (na 1000) | Współczynnik zgonów (na 1000) | Przyrost naturalny (na 1000) | Dzietność |
| ---- | -------------------------- | -------------- | ------ | ------------------ | ------------------------------------- | ----------------------------- | ---------------------------- | --------- |
| 1934 | 428                        | 12 743         | 7 970  | 4 773              | 29,8                                  | 18,6                          | 11,2                         |           |
| 1935 | 435                        | 14 352         | 7 618  | 6 734              | 33,0                                  | 17,5                          | 15,5                         |           |
| 1936 | 442                        | 14 625         | 7 230  | 7 395              | 33,1                                  | 16,4                          | 16,7                         |           |
| 1937 | 450                        | 14 226         | 7 848  | 6 378              | 31,6                                  | 17,4                          | 14,2                         |           |
| 1938 | 458                        | 15 119         | 7 283  | 7 836              | 33,0                                  | 15,9                          | 17,1                         |           |
| 1939 | 466                        | 14 525         | 7 491  | 7 034              | 31,2                                  | 16,1                          | 15,1                         |           |
| 1940 | 476                        | 16 535         | 7 499  | 9 036              | 34,7                                  | 15,8                          | 19,0                         |           |
| 1941 | 492                        | 16 494         | 7 906  | 8 588              | 33,5                                  | 16,1                          | 17,5                         |           |
| 1942 | 510                        | 17 729         | 9 028  | 8 701              | 34,8                                  | 17,7                          | 17,1                         |           |
| 1943 | 525                        | 20 210         | 8 699  | 11 511             | 38,5                                  | 16,6                          | 21,9                         |           |
| 1944 | 536                        | 20 944         | 8 055  | 12 889             | 39,1                                  | 15,0                          | 24,0                         |           |
| 1945 | 547                        | 21 616         | 7 959  | 13 657             | 39,5                                  | 14,6                          | 25,0                         |           |
| 1946 | 561                        | 21 767         | 7 734  | 14 033             | 38,8                                  | 13,8                          | 25,0                         |           |
| 1947 | 578                        | 22 342         | 7 828  | 14 514             | 38,7                                  | 13,5                          | 25,1                         |           |
| 1948 | 600                        | 23 940         | 7 293  | 16 647             | 39,9                                  | 12,2                          | 27,7                         |           |
| 1949 | 616                        | 22 931         | 7 487  | 15 444             | 37,2                                  | 12,2                          | 25,1                         |           |
| 1950 | 646                        | 23 722         | 7 665  | 16 057             | 37,5                                  | 12,1                          | 25,4                         |           |
| 1951 | 659                        | 23 804         | 7 815  | 15 989             | 36,7                                  | 12,0                          | 24,6                         |           |
| 1952 | 676                        | 22 923         | 8 000  | 14 923             | 34,6                                  | 12,1                          | 22,5                         |           |
| 1953 | 695                        | 25 565         | 7 262  | 18 303             | 37,7                                  | 10,7                          | 27,0                         |           |
| 1954 | 717                        | 29 253         | 6 807  | 22 446             | 41,9                                  | 9,8                           | 32,2                         |           |
| 1955 | 740                        | 30 216         | 7 462  | 22 754             | 41,9                                  | 10,3                          | 31,6                         |           |
| 1956 | 763                        | 27 447         | 7 136  | 20 311             | 36,9                                  | 9,6                           | 27,3                         |           |
| 1957 | 786                        | 28 848         | 7 283  | 21 565             | 37,7                                  | 9,5                           | 28,2                         |           |
| 1958 | 809                        | 29 667         | 7 288  | 22 379             | 37,6                                  | 9,2                           | 28,4                         |           |
| 1959 | 829                        | 30 592         | 7 476  | 23 116             | 37,4                                  | 9,2                           | 28,3                         |           |
| 1960 | 848                        | 32 858         | 6 608  | 26 250             | 39,1                                  | 7,9                           | 31,2                         |           |
| 1961 | 865                        | 32 880         | 6 891  | 25 989             | 37,9                                  | 7,9                           | 30,0                         |           |
| 1962 | 880                        | 34 107         | 6 465  | 27 642             | 37,9                                  | 7,2                           | 30,7                         |           |
| 1963 | 893                        | 32 898         | 6 668  | 26 230             | 35,6                                  | 7,2                           | 28,4                         |           |
| 1964 | 903                        | 32 955         | 6 675  | 26 280             | 34,7                                  | 7,0                           | 27,6                         |           |
| 1965 | 912                        | 31 953         | 6 731  | 25 222             | 32,8                                  | 6,9                           | 25,9                         |           |
| 1966 | 920                        | 30 079         | 7 060  | 23 019             | 30,2                                  | 7,1                           | 23,1                         |           |
| 1967 | 926                        | 28 462         | 6 775  | 21 687             | 28,2                                  | 6,7                           | 21,5                         |           |
| 1968 | 931                        | 28 107         | 7 116  | 20 991             | 27,5                                  | 7,0                           | 20,6                         |           |
| 1969 | 938                        | 25 130         | 7 068  | 18 062             | 24,4                                  | 6,9                           | 17,6                         |           |
| 1970 | 946                        | 25 151         | 6 956  | 18 120             | 24,4                                  | 6,8                           | 17,6                         |           |
| 1971 | 956                        | 26 116         | 7 044  | 18 473             | 24,6                                  | 6,8                           | 17,9                         |           |
| 1972 | 969                        | 28 049         | 6 955  | 20 099             | 26,3                                  | 7,0                           | 19,2                         |           |
| 1973 | 983                        | 26 231         | 7 517  | 18 714             | 24,8                                  | 7,1                           | 17,7                         |           |
| 1974 | 997                        | 26 138         | 6 716  | 19 422             | 24,5                                  | 6,3                           | 18,2                         |           |
| 1975 | 1 011                      | 25 673         | 6 899  | 18 774             | 25,4                                  | 6,8                           | 18,6                         |           |
| 1976 | 1 026                      | 27 149         | 7 388  | 19 761             | 26,5                                  | 7,2                           | 19,3                         |           |
| 1977 | 1 040                      | 27 895         | 7 311  | 20 584             | 26,8                                  | 7,0                           | 19,8                         |           |
| 1978 | 1 054                      | 28 295         | 6 824  | 21 471             | 27,0                                  | 6,5                           | 20,5                         |           |
| 1979 | 1 069                      | 29 698         | 7 060  | 22 638             | 27,9                                  | 6,6                           | 21,3                         |           |
| 1980 | 1 085                      | 29 869         | 7 506  | 22 363             | 27,6                                  | 6,9                           | 20,7                         |           |
| 1981 | 1 103                      | 32 177         | 7 355  | 24 822             | 29,4                                  | 6,7                           | 22,7                         |           |
| 1982 | 1 121                      | 32 537         | 7 641  | 24 896             | 29,2                                  | 6,8                           | 22,3                         |           |
| 1983 | 1 139                      | 33 208         | 7 546  | 25 662             | 29,2                                  | 6,6                           | 22,5                         |           |
| 1984 | 1 156                      | 31 599         | 7 819  | 23 780             | 27,0                                  | 6,7                           | 20,3                         |           |
| 1985 | 1 171                      | 33 719         | 8 026  | 25 693             | 28,8                                  | 6,9                           | 21,9                         |           |
| 1986 | 1 184                      | 31 886         | 7 699  | 24 187             | 26,9                                  | 6,5                           | 20,4                         |           |
| 1987 | 1 195                      | 29 167         | 8 054  | 21 113             | 24,4                                  | 6,7                           | 17,7                         |           |
| 1988 | 1 205                      | 26 983         | 8 036  | 18 947             | 22,4                                  | 6,7                           | 15,7                         |           |
| 1989 | 1 214                      | 25 072         | 8 213  | 16 859             | 20,7                                  | 6,8                           | 13,9                         |           |
| 1990 | 1 222                      | 23 960         | 8 196  | 15 764             | 19,6                                  | 6,7                           | 12,9                         |           |
| 1991 | 1 230                      | 22 368         | 8 192  | 14 176             | 18,2                                  | 6,7                           | 11,5                         |           |
| 1992 | 1 237                      | 23 064         | 8 533  | 14 531             | 18,6                                  | 6,9                           | 11,7                         |           |
| 1993 | 1 244                      | 21 094         | 8 807  | 12 287             | 17,0                                  | 7,1                           | 9,9                          |           |
| 1994 | 1 250                      | 19 682         | 9 265  | 10 417             | 15,7                                  | 7,4                           | 8,3                          |           |
| 1995 | 1 255                      | 19 258         | 9 042  | 10 216             | 15,3                                  | 7,2                           | 8,1                          |           |
| 1996 | 1 258                      | 17 992         | 9 376  | 8 616              | 14,3                                  | 7,5                           | 6,8                          |           |
| 1997 | 1 261                      | 18 452         | 9 157  | 9 295              | 14,6                                  | 7,3                           | 7,4                          |           |
| 1998 | 1 263                      | 17 898         | 9 365  | 8 533              | 14,2                                  | 7,4                           | 6,8                          |           |
| 1999 | 1 265                      | 18 321         | 10 014 | 8 307              | 14,5                                  | 7,9                           | 6,6                          |           |
| 2000 | 1 268                      | 18 160         | 9 478  | 8 682              | 14.3                                  | 7.5                           | 6.8                          |           |
| 2001 | 1 272                      | 18 078         | 9 753  | 8 325              | 14,2                                  | 7,7                           | 6,5                          |           |
| 2002 | 1 278                      | 16 990         | 9 797  | 7 193              | 13,3                                  | 7,7                           | 5,6                          |           |
| 2003 | 1 284                      | 17 989         | 10 206 | 7 783              | 14,0                                  | 7,9                           | 6,1                          |           |
| 2004 | 1 290                      | 17 235         | 9 872  | 7 363              | 13,4                                  | 7,7                           | 5,7                          |           |
| 2005 | 1 294,494                  | 17 264         | 9 885  | 7 379              | 13,3                                  | 7,6                           | 5,7                          | 1,6       |
| 2006 | 1 297,944                  | 18 090         | 9 668  | 8 422              | 13,9                                  | 7,5                           | 6,4                          | 1,6       |
| 2007 | 1 303,188                  | 18 889         | 9 654  | 9 235              | 14,5                                  | 7,4                           | 7,1                          | 1,7       |
| 2008 | 1 308,587                  | 19 888         | 10 463 | 9 425              | 15,2                                  | 8,0                           | 7,2                          | 1,8       |
| 2009 | 1 310,106                  | 17 499         | 9 693  | 7 806              | 13,4                                  | 7,4                           | 6,0                          | 1,5       |
| 2010 | 1 317,714                  | 19 092         | 10 477 | 8 615              | 14,5                                  | 8,0                           | 6,5                          | 1,7       |
| 2011 | 1 328,019                  | 18 141         | 10 007 | 8 134              | 13,7                                  | 7,5                           | 6,2                          | 1,7       |
| 2012 | 1 335,194                  | 19 801         | 9 627  | 10 174             | 14,83                                 | 7,21                          | 7,62                         | 1,7       |
| 2013 | 1 340,557                  | 18 741         | 10 376 | 8 365              | 13,98                                 | 7,74                          | 6,24                         |           |
| 2014 | 1 345                      | 18 431         | 10 642 | 7 789              | 13,7                                  | 7,91                          | 5,79                         |           |
| 2015 | 1 350                      | 18 896         | 11 580 | 7 316              | 14,0                                  | 8,58                          | 5,42                         |           |

## Grupy etniczne
| Grupa etniczna                    | Spis 1946  | Spis 1946 | Spis 1960  | Spis 1960 | Spis 1980  | Spis 1980 | Spis 1990  | Spis 1990 | Spis 2000  | Spis 2000 | Spis 2011  | Spis 2011 |
| Grupa etniczna                    | Liczebność | %         | Liczebność | %         | Liczebność | %         | Liczebność | %         | Liczebność | %         | Liczebność | %         |
| --------------------------------- | ---------- | --------- | ---------- | --------- | ---------- | --------- | ---------- | --------- | ---------- | --------- | ---------- | --------- |
| Hindusi                           | 195 747    | 35,1      | 301 946    | 36,5      | 426 660    | 40,3      | 453 069    | 40,3      | 446 273    | 40,0      | 468 524    | 37,6      |
| Afrykanie                         | 261 485    | 46,9      | 358 588    | 43,3      | 434 730    | 41,1      | 445 444    | 39,6      | 418 268    | 37,5      | 452 536    | 36,3      |
| Mieszańcy                         | 78 775     | 14,1      | 134 749    | 16,3      | 175 150    | 16,5      | 207 558    | 18,4      | 228 089    | 20,5      | 301 866    | 24,2      |
| Biali                             | 15 283     | 2,7       | 15 718     | 1,9       | 9 850      | 0,9       | 7 254      | 0,6       | 7 034      | 0,6       | 10 832     | 0,8       |
| Chińczycy                         | 5 641      | 1,0       | 8 361      | 1,0       | 5 670      | 0,5       | 4 314      | 0,4       | 3 800      | 0,3       | 4 003      | 0,3       |
| Indianie                          |            |           |            |           |            |           |            |           |            |           | 1 394      | 0,1       |
| Syryjczycy, Libańczycy i Arabowie | 889        | 0,2       | 1 590      | 0,2       | 1 010      | 0,1       | 934        | 0,1       | 849        | 0,1       | 1 029      | 0,1       |
| Inni                              |            |           | 6 714      | 0,8       | 2 900      | 0,3       | 1 724      | 0,2       | 1 972      | 0,2       | 2 280      | 0,2       |
| Nieznana etniczność               | 150        | 0,0       | 291        | 0,0       | 2 350      | 0,2       | 4 831      | 0,4       | 8 487      | 0,8       | 5 472      | 0,4       |
| Łącznie                           | 557 970    | 557 970   | 827 957    | 827 957   | 1 058 320  | 1 058 320 | 1 125 128  | 1 125 128 | 1 114 772  | 1 114 772 | 1 322 546  | 1 322 546 |

### Indo-Trynidadczycy
Indo-Trynidadczycy stanowią największą w kraju grupę etniczną (około 37,6%). Są oni przede wszystkim potomkami przymusowych robotników z Indii, przywiezionych w celu zastąpienia uwolnionych afrykańskich niewolników, którzy odmówili kontynuowania pracy w okrutnych i wycieńczających warunkach pracy na plantacjach cukru. Indyjska społeczność dzieli się prawie równo między tych, którzy zachowali religię i tych, którzy przyjęli chrześcijaństwo lub nie mają przynależności religijnej. Dzięki grupom chroniącym dobra kultury Trynidadczycy pochodzenia Indyjskiego zachowali wiele ze swoich obrzędów i kultury.

### Afro-Trynidadczycy
Afro-Trynidadczycy stanowią drugą w kraju co do wielkości grupę etniczną (około 36,3%). Choć zniewoleni Afrykanie zostali po raz pierwszy przywiezieni w 1517 r. stanowili oni jedynie 11% ludności (310) w 1783 roku.
Większość afrykańskich niewolników została przywiezionych do Trynidadu w ciągu kilku ostatnich lat hiszpańskiej epoki kolonialnej i na początku brytyjskiego okresu kolonialnego. Cedula of Population (Edykt Populacyjny) przekształcił małą kolonię z 1 000 osób w 1773 roku do 18 627 w 1797 roku. W spisie z 1777 roku na wyspach żyło tylko 2 763, w tym około 2 000 Arawaków. Od tego czasu zostało sprowadzonych tam wielu afrykańskich niewolników. W 1807 roku w Wielkiej Brytanii parlament przyjął Ustawę Handlu Niewolnikami z 1807 r. (Slave Trade Act 1807), która znosiła handel zniewolonymi więźniami, i Ustawę o Zniesieniu Niewolnictwa z 1833 r. (Slavery Abolition Act 1833), która znosiła niewolnictwo.

### Biali Trynidadczycy
Biali Trynidadczycy są głównie potomkami, dawnych właścicieli niewolników, pierwszych osadników i imigrantów. Ostatni spis wskazał liczbę białych mieszkańców na 10 669 ludzi. Dane te nie obejmują osób, które mają tylko częściowe pochodzenie Europejskie lub sami nie identyfikują się jako biali.
Francuzi przyjechali głównie podczas hiszpańskiego okresu kolonialnego, aby skorzystać z wolnych gruntów rolnych. Grupa Portugalczyków została przywieziona, aby zastąpić uwolnionych afrykańskich niewolników, kiedy nie chcieli zaakceptować niskich zarobków. Większość przybyła jednak, jako religijni uchodźcy w połowie XIX wieku, a jeszcze więcej na przełomie XIX i XX wieku ze względów ekonomicznych. Europejczycy, którzy pozostali w Trynidadzie mieszkają w mieście lub okolicy miasta Port-of-Spain. Ponadto, mieszkają tu potomkowie angielskich pracowników sprowadzonych jako nadzorcy po zakończeniu II Wojny Światowej. W Tobago, wielu Europejczyków to emeryci z Niemiec, USA, Wielkiej Brytanii i Skandynawii, którzy przyjechali niedawno.

### Mieszańcy
Biorąc pod uwagę dużą liczbę tożsamości etnicznych w Trynidadzie i Tobago, wielu obywateli ma mieszane pochodzenie z powodu wpływów z francuskich, zachodnio-afrykańskich, kreolskich, chińskich, liberyjskich, indyjskich, szkockich, irlandzkich, niemieckich, szwajcarskich, portugalskich, angielskich, włoskich, hiszpańskich, holenderskich, norweskich, polskich, arabskich, libańskich i rosyjskich przodków. Ponadto, żyją tu również obywatele latynoskiego pochodzenia, głównie z Wenezueli wraz z niewielką liczbą Portorykańczyków i Dominikańczyków. Powszechnie występujące mieszanki etniczne to Mulaci (mieszańcy białych i Murzynów), a także Dougla (mieszańcy Indusów i Murzynów). Mieszańcy stanowią 22,8% mieszkańców kraju, wśród nich 7,7% to Dougla, większość z pozostałych stanowią Mulaci. Rzeczywista liczba mieszańców jest prawdopodobnie wyższa, ale część osób identyfikuje się z określoną grupą etniczną mimo mieszanego pochodzenia.

### Chińczycy i Arabo-Trynidadczycy
Istnieją grupy Chińczyków, którzy, jak Portugalczycy i Indusi, są potomkami pracowników najemnych. Ich liczba wynosi około 4 003 osoby i żyją głównie w Port-of-Spain i San Fernando.
„W Trinidadzie pojawiło się około 20 lat temu [tj. około 1886 r.], 4 000 lub 5 000 Chińczyków, ale ich liczba spadła, prawdopodobnie do około 2 000 lub 3 000 osób [2 200 w 1900 r.]. Niegdyś pracowali głównie na plantacji cukru, ale teraz to głównie sklepikarze, sprzedawcy, górnicy, budowniczowie kolei itp.”
Żyje tu również około 1 062 Arabów pochodzących z Syrii i Libanu, którzy żyją głównie w Port-of-Spain. Syryjskie i libańskie społeczności Trynidadu to głównie chrześcijanie, imigrujący z Bliskiego Wschodu w XIX wieku, uciekający przed prześladowaniami religijnymi ze strony Imperium Osmańskiego, którzy później osiedli się na Karaibach i w Ameryce Łacińskiej. Inni Libańczycy i Syryjczycy przybyli od początku, do połowy XX wieku, uciekając przed wojną i chaosem w regionie.

### Rdzenni mieszkańcy (Arawakowie)
Na wyspach występuje również mieszana społeczność Karaibów, potomków rdzennych mieszkańców wyspy z okresu przed kolonialnego. Są oni zorganizowani wokół wspólnoty Santa Rosa Carib i żyją głównie w okolicach Аrima.

## Religia
W 2011 roku, według spisu, katolicyzm był znowu najliczniejszym wyznaniem z 285 671 zwolenników (21,6% ogółu ludności), zmniejszając się z liczby 289 711 wyznawców w 2000 roku (26% ludności). Inne wyznania religijne, które doświadczyły spadku liczby wyznawców w 2011 roku to: hinduizm (z 22,5% w 2000 r. do 18,2% w 2011 roku), anglikanizm (z 7,8% do 5,7%), prezbiterianizm/plac Katedralny (z 3,3% do 2,5%), metodyzm (z 0,9% do 0,7%). Liczba osób będących członkami takich wyznań jak: zielonoświątkowcy, ewangeliści, pełni ewangeliści zwiększyła się ponad dwukrotnie z 76 327 w 2000 roku (6,8%) do 159 033 w 2011 roku (12,0%). Liczba muzułmanów nieznacznie wzrosła, ale jako odsetek całkowitej liczby ludności nastąpił spadek z 5,8% w 2000 r. do 5,0% w 2011 roku. Liczba bezwyznaniowców wzrosła z 1,9% do 2,2%, a liczba osób, którzy nie sprecyzowali swojej religii wzrosła z 1,4% do 11,1%. 1,2% ludności jest wyznawcami bahaizmu, religii afrykańskich, a w szczególności wyznania Orisha. Służą one nie tylko realizacji oczywistych potrzeb religijnych, ale także jako źródło inspiracji dla rozwoju osobowości. Wiele osób, motywowanych koniecznością ponownego zgłaszania swoich afrykańskich korzeni mogą teraz otwarcie popierać te religie, bo widzą w nich źródło zrozumienia i pogodzenia się z ich zniewoleniem i kolonialną przeszłością.

## CIA World Factbook[14]
Populacja
1 222 363 (2015)
Czysty współczynnik migracji
–6,25 migrantów/1,000 mieszkańców (2015)
Urbanizacja
ludność miejska: 8,4% ogółu ludności (2015)
tempo urbanizacji: -1,2% roczne tempo zmian (2010–15)
Współczynnik umieralności niemowląt
cała populacja:
23,9 zgonów/1 000 żywych urodzeń
mężczyźni:
25,11 zgonów/1 000 żywych urodzeń
kobiety:
22,66 zgonów/1 000 urodzeń żywych (2015)
Oczekiwana długość życia przy urodzeniu
cała populacja:
72,59 lat
mężczyźni:
69,69 lat
kobiety:
75,56 lat (2015)
Dzietność:
1,71 (2015)
Używanie antykoncepcji:
42,5% (2006)
Piśmienność
definicja:
osoby w wieku 15 lat i więcej, które kiedykolwiek uczęszczały do szkoły
cała populacja:
99%
mężczyźni:
99,2%
kobiety:
98,7% (2015)
HIV/AIDS (2013)
Procent zakażonych wśród dorosłych:
1,65%
Liczba osób żyjących z HIV/AIDS:
14 000
Roczna liczba zgonów z powodu HIV/AIDS:
700